# 1626
- Wikisource

| Calendário gregoriano                                                        | 1626 MDCXXVI                        |
| Ab urbe condita                                                              | 2379                                |
| Calendário arménio                                                           | 1075 – 1076                         |
| Calendário bahá'í                                                            | -218 – -217                         |
| Calendário budista                                                           | 2170                                |
| Calendário chinês                                                            | 4322 – 4323 Início a 28 de janeiro  |
| Calendário copta                                                             | 1342 – 1343                         |
| Calendário etíope                                                            | 1618 – 1619                         |
| Calendários hindus - Vikram Samvat - Calendário nacional indiano - Cáli Iuga | 1681 – 1682 1547 – 1548 4726 – 4727 |
| Calendário Holoceno                                                          | 11626                               |
| Calendário islâmico                                                          | 1035 – 1036                         |
| Calendário judaico                                                           | 5386 – 5387                         |
| Calendário persa                                                             | 1004 – 1005                         |
| Calendário rúnico                                                            | 1876                                |
| Calendário solar tailandês                                                   | 2169                                |

1626 (MDCXXVI, na numeração romana)  foi um ano comum do século XVII do actual Calendário Gregoriano, da Era de Cristo, e a sua letra dominical foi D (53 semanas), teve início a uma quinta-feira e terminou também a uma quinta-feira.
| Ano completo                        |
| ----------------------------------- |
| Ano comum com início à quinta-feira |

## Eventos
- 18 de novembro - Concluída a Basílica de São Pedro no Vaticano;[1] (cujas obras começaram em 18 de abril de 1506), a maior das igrejas cristãs.

- Guerra dos Trinta Anos (1618–1648)

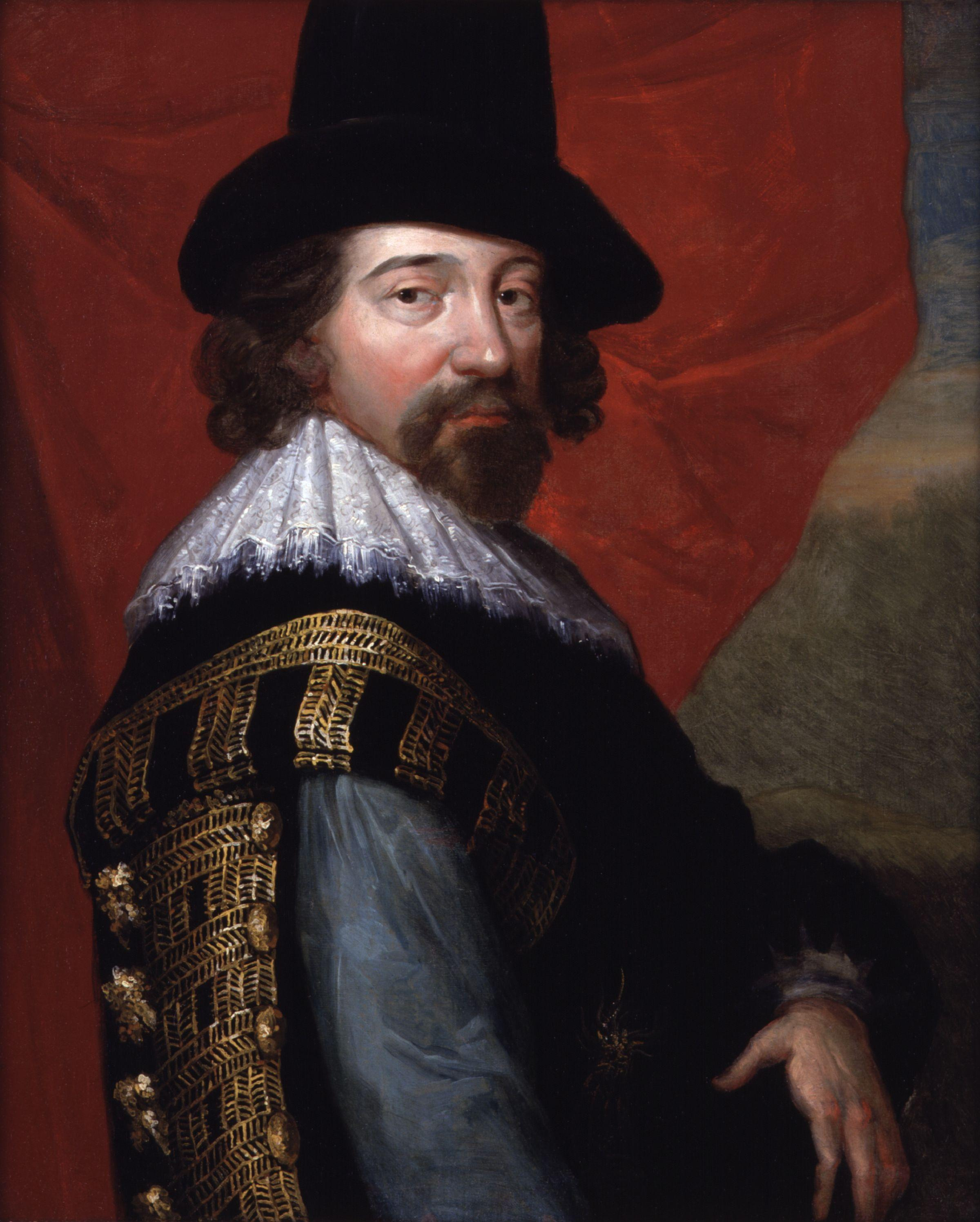
Sir Francis Bacon. Pintura de John Vanderbank (1731), na National Portrait Gallery, Londres.

## Nascimentos
- Fevereiro - Francesco Redi, físico italiano (m. 1697).
- 1 de Maio - António Álvares da Cunha, Senhor de Tábua, foi um nobre político português e um dos Quarenta Conjurados (m. 1690).
- 9 de Dezembro - Rainha Cristina da Suécia (m. 1689).

## Mortes
- 9 de Abril - Sir Francis Bacon.